# شعبان القبلاوي
شعبان القبلاوي (1928- 2009)، ممثل ليبي.

## السيرة الذاتية
ولد شعبان القبلاوي عام 1928 في مدينة طرابلس، كانت بدايته الفنية عام 1946 من خلال النشاط المدرسي بمسرحية الأمين والمأمون، كما أنه شارك في عدد من المسرحيات والمسلسلات التلفزيونية والإذاعية.
أسس المسرح القومي مع نخبة من المسرحيين الليبيين، وتولى إدارته عام 1968.

## أعماله

### المسرح
- الأمين والمأمون
- طارق بن زياد
- جناب المفتش
- حذق الطبيب
- حسناء قورينا
- لغوغول
- وطني عكا
- مايصح إلا الصحيح
- شكسبير في ليبيا
- الزير سالم
- حسان (2000)

### الإذاعة المسموعة
قدم عديد المسلسلات الإذاعية نذكر منها :
- الزنزانة
- القلب الكبير
- يوميات عائلية
- على هامش التاريخ
- عنترة بن شداد

### المسلسلات
- محكمة الضمير
- القضية
- السوس
- بطل من يثرب
- المفسدون في الأرض
- فرسان الله
- من أجل شقة
- على هامش التاريخ (مقامات الحرمذاني)
- العمارة
- من أوراق الوراق
- وشاء القدر

### الأفلام
- على والجمل
- الرسالة

## وفاته
توفى يوم الخميس 29 نوفمبر 2009 عن عمر يناهز 81 عاماً.